# Цупівка (зупинний пункт)
Цу́півка — залізничний пасажирський зупинний пункт Харківської дирекції Південної залізниці на лінії Харків-Пасажирський — Грани. Розташований між зупинними пунктами Прудянка та Нова Козача. 
Зупинна платформа розташована у селі Цупівка. На станції зупиняються лише приміські потяги. На станції є залізничні каси.
Напрямок Харків — Козача Лопань — (колись Бєлгород) → обслуговується моторвагонним депо «Харків» (електропоїзди ЕР2, ЕР2Р, ЕР2Т).
Відстань до станції Харків-Пасажирський — 32 км.